# 出席簿
出席簿（しゅっせきぼ 英語: roll book）とは、会合等での参加者や、学校において在学生（児童・生徒・学生）の出欠を記入するための帳簿のことである。会社等で従業員の出欠を記録する帳簿は出勤簿（しゅっきんぼ）と呼ばれる。

## 日本の学校における出席簿
日本では、学校における出席簿は学校教育法施行規則（昭和22年文部省令第11号）第15条で、「学校において備えなければならない表簿」と定められており、5年間保存することとされている。
出席簿には、毎日の在学生の出欠（出席・欠席・遅刻・早退・出席停止・忌引・公欠など）や入学・転学・退学などが記される。多くの場合、用紙は2穴か4穴で綴込表紙（黒表紙）に綴じ紐で綴じられている。記載方法は一般に、児童・生徒の氏名が書かれた表の指定された欄に記号で記す。記載に用いる記号は各学校あるいは教育委員会等でその方法を定めていることが多く、大抵は出席簿に凡例が示されている。出席は空欄、欠席は斜線を引くこととする場合が多い。また遅刻は、先に欠席として引いている斜線と組み合わせた記号を用いるのが一般的であり、「X（バツ印）」や「Φ（斜線と丸印）」などの記号が用いられる。
出欠の記録は週ごと、月ごとあるいは学期ごとに、授業日数とともに集計され、指導要録に出席に関する記録として保存される。また、通知表や進学や就職の際の調査書に記載することがある。
2000年の男女共同参画社会基本法施行以来、性別に関係なく生年月日や姓名の五十音順に出席簿を作る男女共学校が出てきている。
帳簿の性格上個人情報に該当する事項が多く、個人情報保護法が施行されてからは職員室等に設けられた錠付きのロッカー内での保管を義務付け、教室内保管を禁止している学校が増えている。